# Brenden Aaronson
Brenden Russell Aaronson (Medford, 2000. október 22. –) amerikai válogatott labdarúgó, az Union Berlin játékosa kölcsönben az angol Leeds United csapatától.

## Pályafutása

### Klubcsapatokban
Középiskolai tanulmányai alatt a Philadelphia Union ifjúsági csapataiban játszott, majd egyetemi évei alatt amatőr szerződést kötött a Bethlehem Steel FC-vel. A 2017 és 2018-as szezonban az észak-amerikai másodosztálynak megfelelő USL-ben játszott, ahol 24 bajnokin egy gólt szerzett.
2018. szeptember 17-én bejelentették, hogy a 2019-es idény kezdete előtt csatlakozik a Philadelphia Unionhoz. 2019. március 17-én hazai pályán mutatkozott be a csapatban és góllal segítette a Philadelphiát az Atlanta United ellen döntetlenre végződő bajnokin. Sérülések és eltiltások végett egyre több szerepet kapott a csapatban, amelyben irányító szerepkörben, valamint a középpálya többi posztján is kiemelkedő teljesítményt nyújtott. Első felnőtt szezonjában 30 bajnokin három gólt szerzett és ugyanennyi gólpasszt adott, az év újonca választáson pedig a második helyen végzett.
2020. október 16-án jelentették be, hogy a 2020-as MLS-idény befejezése után, 2021 januárjában csatlakozik az osztrák Red Bull Salzburg csapatához. Az átigazolási díjat ugyan nem hozták nyilvánosságra, de a Philadelphia Union közleményében megjegyezte, hogy Aaronson lett a legdrágábban eladott saját nevelésű amerikai játékos a bajnokság történetében. Sajtóhírek szerint az osztrák klub 6 millió dollárt fizetett érte.
2021. január 25-én, a Rheindorf Altach ellen 2–0-ra megnyert találkozón mutatkozott be az osztrák élvonalban, csereként beállva. Február 10-én első bajnoki gólját szerezte meg az Austria Wien csapata ellen. Május 1-jén gólt szerzett a LASK Linz elleni kupa-döntőben, amelyet 3–0-ra nyertek meg.
2022. május 26-án jelentettéj be, hogy az angol Leeds United játékosa lesz július 1-jétől. 2023. július 9-én kölcsönbe került a német 1. FC Union Berlin csapatához.

### A válogatottban
2019 októberében kapott először meghívót az amerikai felnőtt válogatottba, de sem a Kuba, sem a Kanada elleni mérkőzésen nem lépett pályára. 2020 januárjában újból a keret tagja lehetett és a Costa Rica elleni 1–0-s győzelem alkalmával be is mutatkozhatott a nemzeti csapatban. December 10-én első válogatott gólját szerezte meg a felnőttek között Salvador ellen.

## Családja
Öccse, Paxten Aaronson szintén a Philadelphia Union játékosa.

## Statisztika

### Klubcsapatokban
2022. május 21-én frissítve.
| Klub                            | Szezon   | Liga               | Liga  | Liga | Kupa  | Kupa | Nemzetközi | Nemzetközi | Egyéb | Egyéb | Összesen | Összesen |
| Klub                            | Szezon   | Bajnokság          | Mérk. | Gól  | Mérk. | Gól  | Mérk.      | Gól        | Mérk. | Gól   | Mérk.    | Gól      |
| ------------------------------- | -------- | ------------------ | ----- | ---- | ----- | ---- | ---------- | ---------- | ----- | ----- | -------- | -------- |
| Bethlehem Steel                 | 2017     | USL                | 6     | 0    | 1     | 0    | —          | —          | —     | —     | 7        | 0        |
| Bethlehem Steel                 | 2018     | USL                | 15    | 1    | 2     | 0    | —          | —          | —     | —     | 17       | 1        |
| Bethlehem Steel                 | Összesen | Összesen           | 21    | 1    | 3     | 0    | 0          | 0          | 0     | 0     | 24       | 1        |
| Philadelphia Union              | 2019     | MLS                | 28    | 3    | 0     | 0    | —          | —          | 2     | 0     | 30       | 3        |
| Philadelphia Union              | 2020     | MLS                | 23    | 4    | —     | —    | —          | —          | 4     | 0     | 27       | 4        |
| Philadelphia Union              | Összesen | Összesen           | 51    | 7    | 0     | 0    | 0          | 0          | 6     | 0     | 57       | 7        |
| Red Bull Salzburg               | 2020–21  | Osztrák Bundesliga | 20    | 5    | 3     | 2    | 2          | 0          | —     | —     | 25       | 7        |
| Red Bull Salzburg               | 2021–22  | Osztrák Bundesliga | 26    | 4    | 5     | 0    | 10         | 2          | —     | —     | 41       | 6        |
| Red Bull Salzburg               | Összesen | Összesen           | 46    | 9    | 8     | 2    | 12         | 2          | 0     | 0     | 66       | 13       |
| Leeds United                    | 2022–23  | Premier League     | 36    | 1    | 4     | 0    | —          | —          | —     | —     | 40       | 1        |
| Leeds United                    | Összesen | Összesen           | 36    | 1    | 4     | 0    | 0          | 0          | 0     | 0     | 40       | 1        |
| 1. FC Union Berlin (kölcsönben) | 2023–24  | Német Bundesliga   | 0     | 0    | 0     | 0    | 0          | 0          | —     | —     | 0        | 0        |
| 1. FC Union Berlin (kölcsönben) | Összesen | Összesen           | 0     | 0    | 0     | 0    | 0          | 0          | 0     | 0     | 0        | 0        |
| Összesen                        | Összesen | Összesen           | 154   | 18   | 15    | 2    | 12         | 2          | 6     | 0     | 187      | 22       |

### A válogatottban
| Válogatott       | Év       | Pályára lépés | Gól |
| ---------------- | -------- | ------------- | --- |
| Egyesült Államok | 2020     | 2             | 1   |
| Egyesült Államok | 2021     | 13            | 4   |
| Egyesült Államok | 2022     | 13            | 1   |
| Egyesült Államok | 2023     | 4             | 1   |
| Összesen         | Összesen | 32            | 7   |

#### Góljai a válogatottban
| # | Időpont             | Helyszín                                                    | Ellenfél   | Gólok | Eredmény | Kiírás                                         |
| - | ------------------- | ----------------------------------------------------------- | ---------- | ----- | -------- | ---------------------------------------------- |
| 1 | 2020. december 9.   | DRV PNK Stadion, Fort Lauderdale, Amerikai Egyesült Államok | Salvador   | 6–0   | 6–0      | Barátságos mérkőzés                            |
| 2 | 2021. március 25.   | Stadion Wiener Neustadt, Bécsújhely, Ausztria               | Jamaica    | 2–0   | 4–1      | Barátságos mérkőzés                            |
| 3 | 2021. június 9.     | Rio Tinto Stadion, Sandy, Amerikai Egyesült Államok         | Costa Rica | 1–0   | 4–0      | Barátságos mérkőzés                            |
| 4 | 2021. szeptember 5. | Nissan Stadion, Nashville, Amerikai Egyesült Államok        | Kanada     | 1–0   | 1–1      | 2022-es VB-selejtező                           |
| 5 | 2021. szeptember 8. | Estadio Olímpico Metropolitano, San Pedro Sula, Honduras    | Honduras   | 3–1   | 4–1      | 2022-es VB-selejtező                           |
| 6 | 2022. június 1.     | TQL Stadion, Cincinnati, Amerikai Egyesült Államok          | Marokkó    | 1–0   | 3–0      | Barátságos mérkőzés                            |
| 7 | 2023. március 24.   | Kirani James Athletic Stadion, St. George’s, Grenada        | Grenada    | 2–0   | 7–1      | 2022–2023-as CONCACAF-nemzetek ligája (A liga) |

## Sikerei, díjai

### Klub
- Philadelphia Union
  - Supporter's Shield: 2020[20]

- Red Bull Salzburg
  - Osztrák Bundesliga: 2020–21,[21] 2021–22
  - Osztrák kupa: 2020–21,[10] 2021–22

### Válogatott
- USA
  - CONCACAF Nemzetek ligája (2): 2019–20, 2022–23[22]

### Egyéni
- Az MLS Back Tournament csapatának tagja: 2020[23]
- MLS Év csapata: 2020[24]